# Колодязный, Андрей Олегович
Андрей Олегович Колодязный (укр. Андрій Олегович Колодязний, позывной — Боксёр; 10 января 1997, Сарны — 14 апреля 2024, Белогоровка) — украинский военнослужащий, младший сержант, участник российско-украинской войны. Герой Украины (2025, посмертно).

## Биография
Родился 10 января 1997 года в городе Сарны. После окончания школы обучался в Сарненском профессиональном аграрном лицее, где получил специальность слесаря по ремонту автомобилей. Работал в Киеве и некоторое время в Эстонии.
В августе 2022 года вступил в Вооружённые силы Украины. Прошёл военную подготовку в Великобритании и служил в 81-й отдельной аэромобильной бригаде. Погиб 14 апреля 2024 года в районе населённого пункта Белогоровка Луганской области.
Похоронен в Сарнах.

## Награды
- Звание «Герой Украины» с удостоением ордена «Золотая Звезда» (2 января 2025, посмертно) — за личное мужество и героизм, проявленные в защите государственного суверенитета и территориальной целостности Украины, верность военной присяге[1].
- Орден «За мужество» III степени (17 июня 2024, посмертно) — за личное мужество и самоотверженные действия, проявленные в защите государственного суверенитета и территориальной целостности Украины, верность военной присяге[2].